# Aleksandr Gorelik
Aleksandr Yudayevich Gorelik (en russe : Александр Юдаевич Горелик), est un patineur artistique russe ayant patiné dans les années 1960 sous les couleurs de l'Union soviétique, né le 9 août 1945 à Moscou et mort le 27 septembre 2012 dans la même ville.

## Biographie

### Carrière sportive
Aleksandr Gorelik patine d'abord avec Tatiana Sharanova, avec lequel il est vice-champion d'Union soviétique en 1964. Il change ensuite de partenaire et, avec Tatiana Zhuk, est vice-champion olympique aux Jeux de 1968 à Grenoble. Le duo monte sur plusieurs podiums mondiaux et continentaux, sans toutefois accrocher de titre. En 1969, Zhuk attend un enfant de son mari footballeur Albert Chesternev et décide donc de mettre un terme à sa carrière. Gorelik tente alors de continuer en couple avec Irina Rodnina, mais il n'a pas l'aval du staff soviétique et décide donc lui aussi d'arrêter la compétition.

## Palmarès
Avec deux partenaires: 
- Tatiana Sharanova (3 saisons : 1961-1964)
- Tatiana Zhuk (4 saisons : 1964-1968)

| Compétitions                    | 1962 | 1963 | 1964 |  | 1965 | 1966 | 1967 | 1968 |  |  |  |  |  |  |  |  |  |  |  |  |  |
| Jeux olympiques d'hiver         |      |      |      |  |      |      |      | 2e   |  |  |  |  |  |  |  |  |  |  |  |  |  |
| Championnats du monde           |      |      |      |  | 3e   | 2e   |      | 2e   |  |  |  |  |  |  |  |  |  |  |  |  |  |
| Championnats d'Europe           |      |      | 7e   |  | 3e   | 2e   |      |      |  |  |  |  |  |  |  |  |  |  |  |  |  |
| Championnats d'Union soviétique | 3e   | 6e   | 2e   |  |      | 2e   |      |      |  |  |  |  |  |  |  |  |  |  |  |  |  |
|                                 |      |      |      |  |      |      |      |      |  |  |  |  |  |  |  |  |  |  |  |  |  |